# Лейзер, Эрнст фон
Эрнст фон Лейзер (нем. Ernst von Leyser; 18 ноября 1889 — 23 сентября 1962) — генерал вермахта гитлеровской Германии во время Второй мировой войны (1939—1945), командовал несколькими армейскими корпусами.
В 1947 году предстал перед судом за военные преступления на Балканском полуострове и приговорён к десяти годам тюремного заключения во время Нюрнбергского процесса над генералами юго-восточного фронта. Вышел на свободу в 1951 году.

## Вторая мировая война
Во время Французской кампании 1940 года командовал полком. В апреле 1941 года назначен командиром 269-й пехотной дивизии. В составе группы армий «Север» его дивизия сражалась в северной части Советского Союза после начала операции «Барбаросса». 18 сентября 1941 года был награждён Рыцарским крестом Железного креста и 1 декабря 1942 года принял командование 26-м армейским корпусом во время блокады Ленинграда.
Почти год спустя возглавил 15-й горный корпус, сражавшийся против югославских партизан в Хорватии. 20 июля 1944 года (по совпадению, в день заговора части офицерского корпуса против Адольфа Гитлера) сменил генерала Густава Фена на посту командующего 21-й горным корпусом на Балканском полуострове. 29 апреля 1945 года был снят с должности, а 8 мая 1945 года взят в плен вооружёнными силами США.

## Суд
Предстал перед судом как подчинённый генерал-полковника Лотара Рендулича вместе с 12 другими высокопоставленными германскими офицерами во время Нюрнбергского процесса над генералами юго-восточного фронта, который длился с 13 мая 1947 года по 19 февраля 1948 года. Он был признан виновным по двум обвинениям в преступлениях против человечности и военных преступлениях, а именно: убийстве и плохом обращении с военнопленными, убийстве и плохое обращении с гражданским населением. В декабре 1947 года Эрнст фон Лейзер был приговорен к 10 годам тюремного заключения. 31 января 1951 года верховный комиссар Американской зоны оккупации Германии Джон Макклой снизил срок отбывания наказания для Эрнста фон Лейзер, который был освобождён в 1951 году. Скончался в Гарштедте 23 сентября 1962 года.

## Награды
18 сентября 1941 года вручён Рыцарский крест Железного креста, когда был в звании генерал-майора и командовал 269-й пехотной дивизией.